# باستر هوس
اللواء فرانسيس هيدلي روبرتون «باستر» هوس (بالإنجليزية: Francis Hedley Roberton "Buster" Howes)‏ (ولد في 22 مارس 1960 في نيوكاسل أبون تاين، إنجلترا) ضابط من قوات المارينز الملكية الذي كان القائد العام للبحرية الملكية من فبراير 2010 إلى ديسمبر 2011.

## النشأة
تعلم هوس في مستشفى المسيح وجامعة يورك وجامعة لندن.

## المسيرة العسكرية
عين هوس في قوات المارينز الملكية في عام 1982. أصبح قائد القوات في لواء المغاوير 42 وكان أول نشر له في ايرلندا الشمالية. بعد التدريب كزعيم الجبل نقل إلى لواء المغاوير 45. خدم في حرب الخليج الثانية في حين انتدب إلى قوات مشاة بحرية الولايات المتحدة. عمل كمخطط في قوة عمليات الرد السريع التابعة لقوة الأمم المتحدة للحماية خلال حرب البوسنة والهرسك في عام 1995. أصبح قائدا للواء المغاوير 42 (خلال حرب العراق) في عام 2003 ورئيس التنسيق المشترك والآثار في مقر قوات المساعدة الدولية لإرساء الأمن في أفغانستان في عام 2007 ومدير الأركان البحرية في وقت لاحق من ذلك العام. ظل قائدا للواء المغاوير 3 في أبريل 2008 ورئيس العمليات الخارجية في وزارة الدفاع في عام 2009 والقائد العام للقوات البحرية الملكية في فبراير 2010. أصبح رئيس الملحقية العسكرية في السفارة البريطانية في واشنطن العاصمة في عام 2011.
منح هوس وسام رفيق آمر الطريق مع مرتبة الشرف في عام 2013.